# 平塚柚希
平塚 柚希（ひらつか ゆずき、1999年 -）は、NHKのアナウンサー。

## 経歴・人物
山形県村山市出身。山形県立山形西高等学校を経て成蹊大学法学部政治学科卒業。
小学校から高等学校までの15年間はバスケットボールに打ち込む。
また中学校時代には『NHK全国学校音楽コンクール』（Nコン）への出場を目論み、合唱経験のある同級生らと有志合唱団を結成して山形県大会銀賞に輝いたという実績があると語る。
成蹊大学入学後は一転してバスケットボールを辞め、陸上競技部のマネージャーを務める。その傍ら、アナウンサーを志望してアナウンススクール「テレビ朝日アスク」に入門し、トレーニングを受けていた。
2022年、大学を卒業して日本放送協会（NHK）にアナウンサーとして入局。初任地は名古屋放送局。同年6月の研修明け赴任から間もなく名古屋放送局の地域ラジオ番組『夕刊 ゴジらじ』のニュースコーナーに登板し、アナウンサーとしての第一歩を印す。
2023年4月、福井放送局へ異動となる。

## 現在の担当番組
- ニュースザウルスふくい（キャスター：2025年4月7日 - ）（五十嵐椋と隔週で担当）[注 1]
- Dino★ラジ! - NHKラジオ第1放送（福井県域）
- 福井県のニュース（テレビ・ラジオ）
- 福井県の中継・リポート

## 過去の担当番組
名古屋放送局時代（2022年度）
- 東海3県・東海北陸のニュース（テレビ・ラジオ）
- 東海3県の中継・リポート（テレビ） - 岡崎市立竜海中学校、 名古屋市立志賀中学校を訪問して合唱の発声練習に参加したことがある。二校とも平塚が訪問した時と現在では違う制服に変更となっている。
- 東海ピックアップ（テレビ）

福井放送局時代（2023年度 - ）
- 第105回全国高等学校野球選手権大会中継（2023年） - 第2週及び第3週（8月14日 - 23日）のアルプススタンドリポートを担当。
- 令和6年能登半島地震の災害報道対応による金沢放送局への応援派遣
  - ウイークエンド中部内の能登半島地震関連ニュース（2024年1月20日）
  - 能登半島地震石川県のニュース・ライフライン情報（2024年1月20日 - 21日）[注 2]
- 「生中継 きょう延伸 つながる!北陸新幹線」（2024年3月16日[8]）- 司会
- NHKニュース おはよう日本（2025年7月11日）- 福井県立恐竜博物館から生中継リポート